# Sophia Skou
Sophia Skou (Copenhague, Dinamarca, 1 de diciembre de 1975) es un nadadora retirada especializada en pruebas de estilo mariposa. Fue medalla de bronce en 200 metros mariposa durante el Campeonato Mundial de Natación en Piscina Corta de 1999.
Representó a Dinamarca en los Juegos Olímpicos de Atlanta 1996 y Sídney 2000.

## Palmarés internacional
| Campeonato Mundial de Natación en Piscina Corta | Campeonato Mundial de Natación en Piscina Corta | Campeonato Mundial de Natación en Piscina Corta | Campeonato Mundial de Natación en Piscina Corta |
| Año                                             | Lugar                                           | Medalla                                         | Prueba                                          |
| ----------------------------------------------- | ----------------------------------------------- | ----------------------------------------------- | ----------------------------------------------- |
| 1999                                            | Hong Kong (China)                               | Medalla de bronce                               | 200 m mariposa                                  |
| Campeonato Europeo de Natación                  |                                                 |                                                 |                                                 |
| Año                                             | Lugar                                           | Medalla                                         | Prueba                                          |
| 1995                                            | Viena (Austria)                                 | Medalla de bronce                               | 200 m mariposa                                  |